# Mykola Sziborskyj

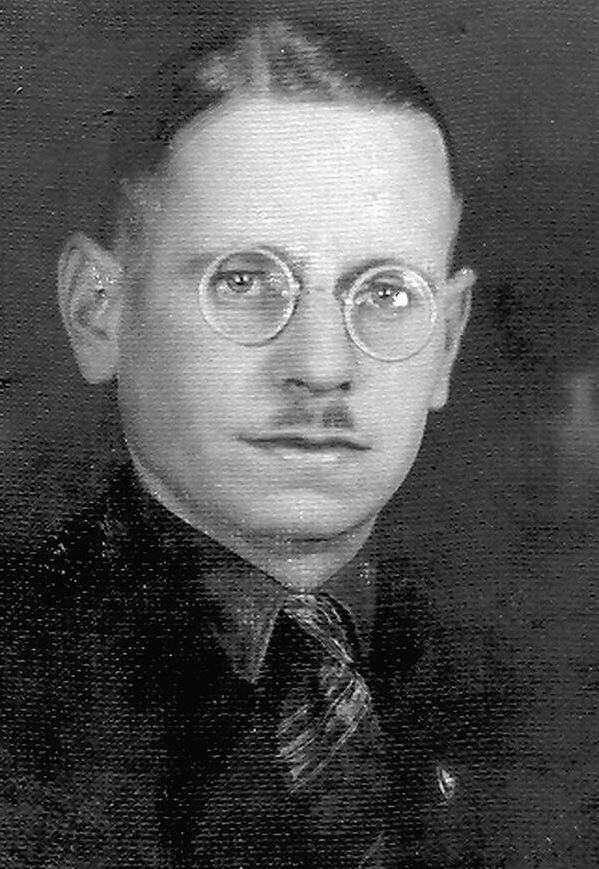
Mykola Sziborskyj

Mykola Orestowytsch Sziborskyj (ukrainisch Микола Орестович Сціборський; englisch Mykola Stsiborskyi; * 28. März 1897 in Schytomyr; † 30. August 1941 ebenda) war ein ukrainischer nationalistischer Aktivist. Er wirkte als ein Führer der Organisation Ukrainischer Nationalisten (OUN) und war der Melnyk-Fraktion (OUN-M) zuzuordnen. Sziborskyj wurde zusammen mit Omelian Senyk durch ein mutmaßliches Mitglied der Bandera-Fraktion (OUN-B) bei einem Attentat getötet.

## Werke
Eine unvollständige Auswahl seiner Werke, u. a.:
- Naciokratija, 1935.
- Demokratija, 1941.
- Stalinizm, 1942.